# Смольский, Павел Александрович
Павел Александрович Смо́льский (17 марта 1931, д. Яньково Стародубского района Западной области РСФСР — 19 июня 1987) — советский партийный и государственный деятель, первый секретарь Рязанского обкома КПСС (1985—87), член ЦК КПСС (1986—87), депутат Верховного Совета СССР 11 созыва.

## Биография
Родился 17 марта 1931 года в деревне Яньково Стародубского района Западной области РСФСР (ныне часть села Пятовск Стародубского района Брянской области) в семье служащего.
Окончил Московский институт инженеров железнодорожного транспорта. Работал помощником машиниста паровоза.
Член КПСС с 1955 года. С 1957 года на партийной работе: секретарь парткома предприятия, сотрудник горкома партии (заведующий отделом, секретарь, второй секретарь), заместитель заведующего отделом Московского обкома КПСС.
С 1964 года — сотрудник аппарата ЦК КПСС.
С 1979 по 1985 год — заместитель заведующего Отделом организационно-партийной работы ЦК КПСС.
С 14 декабря 1985 года — первый секретарь Рязанского областного комитета КПСС.
С 1986 года — член ЦК КПСС.
Депутат Верховного Совета СССР 11 созыва. Избирался депутатом Верховного Совета РСФСР.
Умер 19 июня 1987 года. Похоронен в Москве на Новодевичьем кладбище.

## Награды
Орден Трудового Красного Знамени, орден «Знак Почёта», медали.